# Aniar
Aniar (Iers, betekenis "van het westen") is een restaurant in Galway, Ierland, dat sinds 2013 een Michelinster heeft.
De chef-kok die de ster verdiende was Enda McEvoy. McEvoy vertrok in 2013 en werd opgevolgd door Ultan Cooke. Cooke wist de ster te behouden maar vertrok in september 2015. Eigenaar JP McMahon nam daarop de keuken over en wist de ster te behouden.

## Onderscheidingen
- Michelinster: 2013-heden[10]
- Best Restaurant in Connaught: 2012[11]